# Dvipdfm
dvipdfmとは、DVI形式のファイルをPDFファイルに変換するためのツールである。平田俊作による日本語対応版もあるが、趙珍煥らによるCJK（中国語・日本語・韓国語）対応が行われた拡張版であるdvipdfmxが開発されている。 dvipdfmは、しおり、注釈、サムネイル、dvips specials（METAPOST出力のようなEncapsulated PostScript（.eps）ファイルの包含を可能にする機能）、JPEGやPNG画像の包含を含む、PDFフォーマットの新しい特殊機能のほとんどをサポートしています。